# Вереміївський район
Веремі́ївський (Єремі́ївський) райо́н (з 28 серпня 1928 — Жо́внинський) — адміністративно-територіальна одиниця УСРР з центром у селі Вереміївка, утворена 7 березня 1923 у складі Золотоніської округи Полтавської губернії з колишніх Вереміївської, Ялинської (Лялинської) і Жовнинської волостей площею 424 версти² і з населенням 26 578 осіб.

## Історія
Згідно  з  постановою  ВУЦВК і Раднаркому УРСР від 7 березня 1923 року, з квітня 1923 року було створено Вереміївський район, що включав такі населені пункти: Вереміївка, Жовнин, Гузичі, Кліщинці, Матвіївка, Кізівер, Ялинці, Воїнська Гребля (Воїнці), Москаленки і Кітлів. Складався з Вереміївської, Гусинської, Жовнинської, Кліщинської, Лялинської (Ялинцівської) і Матвіївської сільрад. 
Станом на 7 вересня 1923 року район налічував 27 993 мешканці. 17 червня 1925 року Золотоніську округу як і низку інших економічно найслабкіших округ УСРР було ліквідовано, а район було віднесено до Кременчуцької округи. 
28 серпня 1928 районний центр перенесено в село Жовнине, а район перейменовано на Жовнинський.
Район розформовано 2 вересня 1930 року, а його територія увійшла до складу Градизького району.